# Es ist ein trotzig und verzagt Ding
Es ist ein trotzig und verzagt Ding (BWV 176) ist eine Kirchenkantate von Johann Sebastian Bach. Er komponierte sie in Leipzig für den Sonntag Trinitatis und führte sie am 27. Mai 1725 zum ersten Mal auf. Damit beendete er das zweite Jahr regelmäßiger Kantatenkompositionen für die Liturgie in Leipzig.

## Geschichte und Worte
Bach schrieb die Kantate für Trinitatis. Die vorgeschriebenen Lesungen für den Sonntag waren Röm 11,33–36  und Joh 3,1–15 , das Treffen von Jesus und Nikodemus. In seinem zweiten Leipziger Amtsjahr hatte Bach vom ersten Sonntag nach Trinitatis bis Palmsonntag für seinen zweiten Kantatenzyklus konsequent Choralkantaten komponiert, war jedoch zu Ostern wieder zu Kantaten auf freierer Textgrundlage übergegangen. Dazu gehörten neun Kantaten auf Texte der Dichterin Christiana Mariana von Ziegler, darunter diese letzte Kantate ihrer Zusammenarbeit. Bach ordnete sie später seinem dritten Kantatenzyklus zu.
Die Dichterin entnahm den Ausgangspunkt ihrer Ideen der Beobachtung aus dem Evangelium, dass Nikodemus aus Furcht in der Nacht zu Jesus kam. Sie begann ihren Text mit der Paraphrase eines Satzes von Jeremia (Jer 17,9 ), der das Herz des Menschen von Widersprüchen geprägt schildert, und übertrug dies auf die Lage des Christen im Allgemeinen. Sie fuhr fort mit dem Gedanken des Nikodemus, dass niemand handeln könnte wie Jesus, wenn Gott nicht mit ihm wäre. Als Schlusschoral wählte sie die achte Strophe von Paul Gerhardts Kirchenlied „Was alle Weisheit in der Welt“ (1653), das auf die Melodie von „Christ unser Herr zum Jordan kam“ gesungen wird.
Bach führte die Kantate am 27. Mai 1725 erstmals auf. Sie war die letzte Kantate seines zweiten Amtsjahres in Leipzig.

## Besetzung und Aufbau
Die Kantate ist besetzt mit drei Vokalsolisten (Sopran, Alt und Bass), vierstimmigem Chor, zwei Oboen, Oboe da caccia, zwei Violinen, Viola und Basso continuo. Die Kantate enthält sechs Sätze.
1. Coro: Es ist ein trotzig und verzagt Ding
2. Recitativo (Alt): Ich meine, recht verzagt
3. Aria (Sopran): Dein sonst hell beliebter Schein
4. Recitativo (Bass): So wundre dich, o Meister, nicht
5. Aria (Alt): Ermuntert euch, furchtsam und schüchterne Sinne
6. Choral: Auf daß wir also allzugleich

## Musik
Der Eingangschor in c-Moll konzentriert sich auf eine Chorfuge ohne Vorspiel, Zwischenspiel oder Nachspiel. Ein komplexes Thema illustriert die gegensätzlichen Aspekte „trotzig“ und „verzagt“, „trotzig“ zunächst auf eine wiederholte hohe Note, die in einer Dreiklangsfanfare erreicht wird, „verzagt“ in chromatischen Seufzern. Die Streicher begleiten den „trotzigen“ Teil laut, den „verzagten“ leise, während die Oboen die Singstimmen unterstützen. Klaus Hofmann bemerkt: „Insgesamt aber hat Bach, wohl nicht ganz im Sinne seiner Textdichterin, an der Darstellung des Trotzes mehr Gefallen gefunden als am Ausdruck der Verzagtheit.“
Die Sopran-Arie „Dein sonst so hell beliebter Schein“ ist in großem Kontrast eine „leichtfüßige Gavotte“, zeitweise ohne Continuo.
Im folgenden Secco-Rezitativ spricht Nikodemus für den Christen im Allgemeinen. Bach fügte dem gedruckten Text einen abgewandelten Satz aus dem Evangelium hinzu, dass alle, „die an Dich glauben, nicht verloren werden“, und hebt ihn durch ein Arioso hervor.
In der Alt-Arie wird die Trinität unterstrichen durch drei obligate Oboen, davon eine Oboe da caccia, die unisono spielen.
Der Schlusschoral ist ein vierstimmiger Choral auf eine alte, modale Melodie zu „Christ unser Herr zum Jordan kam“. Der Choral ended in einem C-Dur-Akkord.

## Einspielungen (Auswahl)
LP / CD
- The RIAS Bach Cantatas Project (1949–1952). Karl Ristenpart, RIAS Kammerchor, RIAS Kammerorchester, Gerda Lammers, Lotte Wolf-Matthäus, Gerhard Niese. Audite, 1950.
- Die Bach Kantate Vol. 39. Helmuth Rilling, Gächinger Kantorei, Bach-Collegium Stuttgart, Inga Nielsen, Carolyn Watkinson, Walter Heldwein. Hänssler, 1980.
- J. S. Bach: Das Kantatenwerk, Folge 41 – BWV 175–179. Gustav Leonhardt, Knabenchor Hannover, Collegium Vocale Gent, Leonhardt-Consort, Solist des Knabenchors Hannover, Paul Esswood, Max van Egmond. Telefunken, 1988.
- Bach Edition Vol. 15 – Cantatas Vol. 8. Pieter Jan Leusink, Holland Boys Choir, Netherlands Bach Collegium, Ruth Holton, Sytse Buwalda, Bas Ramselaar. Brilliant Classics, 2000.
- Bach Cantatas Vol. 27: Blythburgh/Kirkwell / For Whit Tuesday / For Trinity Sunday. John Eliot Gardiner, Monteverdi Choir, English Baroque Soloists, Ruth Holton, Daniel Taylor, Peter Harvey. Soli Deo Gloria, 2000.
- J. S. Bach: Complete Cantatas Vol. 15. Ton Koopman, Amsterdam Baroque Orchestra & Choir, Johannette Zomer, Bogna Bartosz, Klaus Mertens. Antoine Marchand, 2001.
- J. S. Bach: Cantatas Vol. 35 (Cantatas from Leipzig 1725) – BWV 74, 87, 128, 176. Masaaki Suzuki, Bach Collegium Japan, Yukari Nonoshita, Robin Blaze, Peter Kooij. BIS, 2007.

DVD
- Es ist ein trotzig und verzagt Ding. Kantate BWV 176. Rudolf Lutz, Chor und Orchester der J. S. Bach-Stiftung, Monika Mauch (Sopran), Terry Wey (Altus), Manuel Walser (Bass), Samt Einführungsworkshop sowie Reflexion von Christina Aus der Au. Gallus Media, 2014.